# Taking Back Sunday
Taking Back Sunday – grupa rockowa pochodząca z Amityville w stanie Nowy Jork. Obecni członkowie to Adam Lazzara (wokal), John Nolan (wokal), (gitara elektryczna), Eddie Reyes (gitara elektryczna), Mark O’Connell (perkusja) i Shaun Cooper (gitara basowa). Od początku istanienia, zmiany w składzie zespołu pojawiały się kilkakrotnie.
Pierwszy album zatytułowany Tell All Your Friends został wydany w 2002. Najbardziej znanymi utworami są: „You’re So Last Summer”, „Great Romances Of The 20th Century” oraz „Cute Without The 'E'”.
Drugi album „Taking Back Sunday” – „Where You Want To Be” (2004) – album, który został nagrany już w zmienionym składzie (John Nolan oraz Shaun Cooper zostali zastąpieni przez Freda Mascherino i Matta Rubano) zyskał jeszcze większą popularność. Utwór „I Know You Know” znalazł się na ścieżce dźwiękowej do filmu „Spidermana 2”.
W 2006 roku, przechodząc pod oko wytwórni Warner Bros. wydali płytę Louder now. Płyta zyskała dużą popularność, szczególnie singel MakeDamnSure. Utwór „Error: Operator” znalazł się na ścieżce dźwiękowej do filmu „Fantastyczna Czwórka”.
2 czerwca 2009 światło ujrzał 4 album studyjny zespołu – „New Again”. Pierwszy album nagrany z nowym gitarzystą Mattem Fazzi (zastąpił Freda Mascherino), zyskał wysokie uznanie krytyków, a pierwszy singiel „Sink into me” wylądował na 10 miejscu listy Billboard Alternative Songs.
Utwór „Capital M-E” znalazł się na ścieżce dźwiękowej do filmu „Transformers 2: Revenge Of The Fallen”.
29 marca 2010 Matt Rubano i Matthew Fazzi ogłosili, że nie są już członkami zespołu. Na ich miejsce wrócili John Nolan i Shaun Cooper. Taking Back Sunday wróciło do pierwotnego składu z czasów pierwszej płyty. Zespół nagrywa właśnie swój piąty album studyjny w Los Angeles pod okiem Erica Valentine – producenta Louder Now.

## Dyskografia
| Data wydania      | Nazwa                 | Status w U.S.A. |
| Marzec 26, 2002   | Tell All Your Friends | Złota           |
| Lipiec 27, 2004   | Where You Want to Be  | Złota           |
| Kwiecień 25, 2006 | Louder Now            | Złota           |
| Czerwiec 2, 2009  | New Again             |                 |

## Albumy DVD
| Data wydania      | Nazwa                       | Wytwórnia            |
| Grudzień 12, 2006 | The Louder Now DVD: PartOne | Warner Bros. Records |
| Listopad 20, 2007 | The Louder Now DVD: PartTwo | Warner Bros. Records |
| Sierpień 17, 2010 | Live from Orensanz          | Warner Bros. Records |

## Teledyski
| Informacje o teledyskach                                                                                                |
| --- |
| Timberwolves at New Jersey - Data wydania: 2002 - Wytwórnia: Victory Records - Reżyser: –                               |
| Great Romances of the 20th Century - Data wydania: 2002 - Wytwórnia: Victory Records - Reżyser: Christian Winters       |
| Cute Without the 'E' (Cut from the Team) - Data wydania: 2002 - Wytwórnia: Victory Records - Reżyser: Christian Winters |
| You're So Last Summer - Data wydania: 2003 - Wytwórnia: Victory Records - Reżyser: –                                    |
| A Decade Under the Influence - Data wydania: 2004 - Wytwórnia: Victory Records - Reżyser: –                             |
| This Photograph Is Proof (I Know You Know) - Data wydania: 2004 - Wytwórnia: Victory Records - Reżyser: Tom DeLonge     |
| Set Phasers to Stun - Data wydania: 2005 - Wytwórnia: Victory Records - Reżyser: –                                      |
| MakeDamnSure - Data wydania: 2006 - Wytwórnia: Warner Bros. Records - Reżyser: Marc Klasfeld                            |
| Twenty-Twenty Surgery - Data wydania: 2006 - Wytwórnia: Warner Bros. Records - Reżyser: –                               |
| Liar (It Takes One to Know One) - Data wydania: 2006 - Wytwórnia: Warner Bros. Records - Reżyser: Tony Petrossian       |
| Sink Into Me - Data wydania: 2009 - Wytwórnia: Warner Bros. Records - Reżyser: Travis Kopach                            |